# Turnu Roșu
Turnu Roșu – wieś w Rumunii, w okręgu Sybin, w gminie Turnu Roșu. W 2011 roku liczyła 1827 mieszkańców.